# Palmstruchska banken

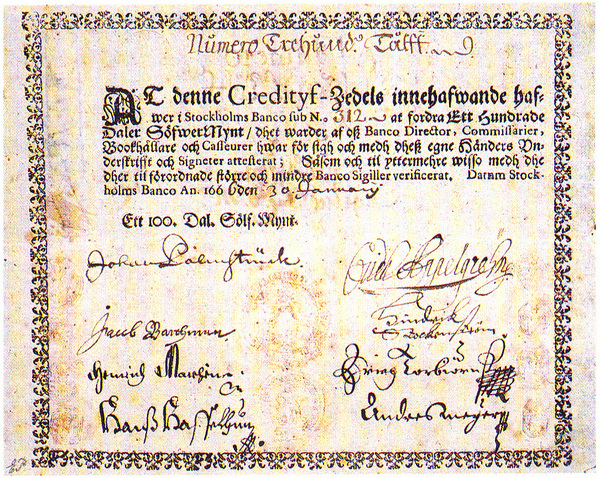
Sedel från 1666

Palmstruchska banken eller officiellt Stockholm Banco var Sveriges första bank. Den grundades 1656 av livländaren Johan Palmstruch med Karl X Gustavs tillstånd, med tanken att den skulle fungera som en statlig inrättning för att dra åt sig kapital, exempelvis genom utgivning av kreditivsedlar. 

## Bakgrund
Det uppsving inom handeln och näringarna som framkallades genom Gustav II Adolfs och Axel Oxenstiernas ekonomiska politik medförde ett behov av en bank där kapital kunde samlas och utlånas till personer med företagsamhet och ekonomisk ledarförmåga. Bristen på kapital var så stor att man betalade ända upp till 20 % i ränta på lånade pengar. Redan Axel Oxenstierna hade fört frågan om inrättande av en bank på tal i sin proposition till borgerskapets representanter år 1619. Det blev dock Johan Palmstruch från Riga, kommissarie i Kommerskollegium, som skulle ta initiativet. Han hade kommit över till det egentliga Sverige rustad med erfarenheter från det rikare ekonomiska liv som utvecklat sig i Östersjöprovinserna, och skaffade sig år 1656 privilegium på att i Stockholm och andra svenska städer inrätta växel- och lånebanker.

## Verksamhet
Åren 1661–1664 gav banken ut kreditivsedlar som var de första sedlarna i Europa. Dessa var betydligt enklare för allmänheten att hantera än de enorma myntplåtar av koppar, som hade präglats sedan drottning Kristinas dagar. Populariteten gjorde att sedlarna ett tag till och med betalades med överpris. Banken började ge ut lån i form av sedlar, vilka inte motsvarade insättningar av kopparmynt. Detta ledde till att värdet började sjunka.
Allmänhetens oro över sedlarnas värde ledde till en uttagsanstormning. Rusningen till den Palmstruchska banken ledde till att den måste stänga. Vid den här tidpunkten insåg man inte att penningvärdet hade ett samband med sedelutgivningens storlek och bankstyrelsen stod helt frågande inför orsaken till att banken gått omkull. Vid nästa riksdag 1664 beslutade ständerna att avskaffa sedelmyntet, för att saken inte skulle upprepas. Sedlarna drogs in successivt under några år, varvid värdet förbättrades – de styrande kunde fortfarande inte förstå hur detta hängde ihop. Beslutet att avskaffa sedlarna fick stå fast. 
Vid det rättsliga efterspelet i hovrätten hävdade Palmstruch att de andra intressenterna i Stockholm Banco var medansvariga. Något åtal mot dem kunde dock inte väckas, de utgjorde landets mäktigaste elit, bland andra rikskanslern Magnus Gabriel De la Gardie, riksskattmästaren Gustav Bonde samt riksråden Seved Bååt, Schering Rosenhane och Christer Bonde. Den brist som uppstått i bankens kassa dömdes Palmstruch själv att ersätta "vid risk av livets förlust". När den domen föll satt han redan i fängelse sedan flera år. Han benådades kort före sin död. 

## Riksbanken grundas
Ständerna ansåg emellertid att behovet av en statlig bank fanns kvar, och år 1668 grundades Riksens Ständers Bank, som småningom blev Sveriges riksbank. Detta beslut togs vid riksdagen 1668. Den nya banken styrdes av deputerade från tre av stånden – adeln, prästerna och borgarna. Bönderna vågade inte engagera sig i den nya banken.
Genom den nya banken gick en stor del av kronans inkomster, såsom stora sjötullen, kopparräntan och myntverkets vinst. Den nya banken blev en rätt osmidig låneinrättning med rigida regler såsom oföränderlig ränta på sex procent och krav på panter i form av bland annat guld, silver, pärlor, smycken, koppar, tenn, järn, socker, salt, beck eller tjära.